# Tsutomu Ōyokota
Tsutomu Ōyokota (大横田 勉?, Ōyotoka Tsutomu; Hiroshima, 20 aprile 1913 – 1970) è stato un nuotatore giapponese.
Specializzato nello stile libero ha vinto la medaglia di bronzo nei 400 m alle Olimpiadi di Los Angeles 1932.

## Palmarès
- Olimpiadi
  - Los Angeles 1932: bronzo nei 400 m sl.